# IC 2501
IC 2501 је планетарна маглина у сазвјежђу Прамац која се налази на листи објеката дубоког неба у Индекс каталогу.
Деклинација објекта је - 60° 5' 29" а ректасцензија 9h 38m 47,3s. Привидна величина (магнитуда) објекта IC 2501 износи 10,4 а фотографска магнитуда 11,3. IC 2501 је још познат и под ознакама PK 281-5.1, ESO 126-PN26, CS=14.0.